# Kamyaran
Kamyaran este un oraș din Iran.